# Cirsonella parvula
Cirsonella parvula är en snäckart som beskrevs av Powell 1926. Cirsonella parvula ingår i släktet Cirsonella och familjen Skeneidae. Inga underarter finns listade i Catalogue of Life.